# Astrid Lødemel
Astrid Lødemel (Oslo, 9 dicembre 1971) è un'ex sciatrice alpina norvegese.

## Biografia
Specialista delle prove veloci, l'atleta norvegese esordì in campo internazionale ai Mondiali juniores di Zinal 1990 e in Coppa del Mondo ottenne il primo piazzamento di rilievo nella discesa libera di Serre Chevalier del 21 dicembre 1991 (23ª). Nella stessa stagione prese parte ai suoi unici Giochi olimpici invernali: ad Albertville 1992 fu 15ª nella discesa libera, 22ª nella combinata e non completò il supergigante e lo slalom gigante. 
Il 13 dicembre 1992 ottenne il suo primo podio in Coppa del Mondo nel supergigante di Vail, in cui fu seconda a 2 centesimi da Ulrike Maier. La sua carriera toccò l'apice ai successivi Mondiali di Morioka 1993, sua unica presenza iridata: nel giro di tre giorni conquistò due medaglie, l'argento nella discesa libera l'11 febbraio e il bronzo nel supergigante il 14. Colse il suo secondo e ultimo podio in Coppa del Mondo, un terzo posto, nella discesa libera di Morzine del 3 marzo 1993; si congedò dal Circo bianco in occasione dello slalom gigante di Coppa del Mondo disputato a Bormio il 18 marzo 1995, senza concludere la prima manche, e si ritirò in quello stesso anno a causa di un infortunio al ginocchio.

## Palmarès

### Mondiali
- 2 medaglie:
  - 1 argento (discesa libera a Morioka 1993)
  - 1 bronzo (supergigante a Morioka 1993)

### Coppa del Mondo
- Miglior piazzamento in classifica generale: 19ª nel 1993
- 2 podi:
  - 1 secondo posto
  - 1 terzo posto

### Campionati norvegesi
- 12 medaglie[senza fonte] (dati dalla stagione 1987-1988):
  - 10 ori (discesa libera, combinata nel 1988; discesa libera nel 1990; discesa libera nel 1991; discesa libera, supergigante, combinata nel 1992; discesa libera, supergigante, combinata nel 1993)[2]
  - 1 argento (supergigante nel 1991)
  -  1 bronzo (slalom speciale nel 1993)[senza fonte]